# Travel + Leisure
«Travel+Leisure Россия» — российская версия самого массового в мире — пять миллионов читателей — журнала для путешественников Travel+Leisure (лицензия American Express), по своему заявленному позиционированию рассчитанная на элитарных российских путешественников, также как и аналогичный продукт этого же издательства (СК-Пресс) — Fly&Drive. Оба журнала редактировались одним редактором и были закрыты из-за изменения в конъюнктуре туристической отрасли, невзирая на позитивную реакцию в профессиональной среде на литературную и визуальную составляющие обоих изданий.

## История
В США журнал выходит 12 раз в год. Издательство American Express Publishing также выпускает журналы Executive Travel, Food & Wine (основан в 1978 году, специализация — рецепты), Travel + Leisure Golf (для интересующихся гольфом, закрыт в начале 2009 года), Travel + Leisure Family и Departures (адресован резидентам США, держателям платиновых карт American Express и карт т. н. «чёрной серии» той же компании — Centurion Card). Американское издание на протяжении нескольких десятилетий возглавляет известная в туристической отрасли журналистка Нэнси Новогрод.
Изначально нью-йоркский журнал был запущен в 1937 году под названием U.S. Camera and Travel. В 1968 году был приобретён компанией American Express. В период 1969—1971 выходил под названием Travel & Camera и в 1971 году переименован в Travel + Leisure, что ознаменовало перенос акцента с фото-ряда на утилитарную информацию для потребителей-туристов.
Начиная с августа 1995 года журнал публикует свой собственный рейтинг авиакомпаний, компаний по аренде автомобилей, гостиниц и курортов World’s Best Awards (рейтинг формируется по опросам читателей).
Помимо России, журнал издавался/издаётся в ряде других регионов:
- Австралии и Новой Зеландии (Travel + Leisure Australia/ New Zealand) c октября 2005 года[14],
- Китае (Travel + Leisure China) [15] c октября 2005 года [16],
- Мексике (Travel + Leisure Mexico)[17] c октября 2002 года [18],
- Турции (Travel + Leisure Turkey) c октября 2005 года[19],
- Юго-Восточной Азии (Travel + Leisure Southeast Asia)[20] c декабря 2007 года[21][22],
- Южной Азии (Travel + Leisure South Asia) c сентября 2006 года[23].

Основной конкурент на международной арене — журнал Conde Nast Traveler.

## Российская версия
Чтобы получить у американского лицензира право на издание одного из самых тиражных мировых ежемесячников, издательство «СК Пресс» реализовало в 2002 году собственный проект — журнал Fly&Drive, качество которого было расценено заокеанскими партнерами как удовлетворяющее стандартам элитарного журнала для путешественников.

Журнал публиковал очерки о поездках писателей и публицистов, имеющих блистательную литературную репутацию. Их авторское видение позволяло читателям по-новому взглянуть на те места, которые, казалось бы, уже изучены, получить уникальные впечатления от экзотических маршрутов и самых интересных видов путешествий.

Позднее, благодаря успешному опыту Fly&Drive, издательство получило лицензии и на ряд консьюмерских американских журналов (Seventeen и In Style).
В России Travel+Leisure издавался (под названием Travel+Leisure/Russian Edition) с сентября 2003 года тиражом 50 000 экз. и распространялся в основном по подписке и базе держателей карточек American Express.
Объём: от 96 до 144 полос. Формат: 220х297 (А4). Периодичность: 10 номеров в год.

## Кредо
Travel+Leisure специализировался на детальном и корректном описании предлагаемых маршрутов: каждый материал дополнялся подробной, тщательно проверенной утилитарной справочной информацией. Был «ориентирован на любознательных, готовых воспринимать новое и лёгких на подъём».
Американский журнал получал премии Общества дизайнеров (Society of Publication Designers) десять раз в период с 1993 по 2005 годы.
В значительной степени был своего рода ежемесячным справочником для туристов.
Главная особенность этого издания (также как и российского аналога Fly&Drive): на его страницах социально-значимые персонажи делились своими впечатлениями именно как путешественники. К работе над номерами российская редакция привлекала известных авторов и знаменитых фотографов (Владимира Клавихо, Александра Тягны-Рядно, etc.), которые подробно делились своим опытом путешественников.
Киновед Кирилл Разлогов, издатель Владимир Григорьев, банкир Пётр Авен, певец Александр Градский, журналист Дмитрий Быков, актёр Максим Суханов — все они регулярно публиковали отчёты о своих поездках вне контекста их профессиональной деятельности.
Именно на этом в своё время и была построена концепция американского издания: знаменитости как туристы.

## Финал
Концепцию образца 2005 года разработала главный редактор Марина Леско. Материалы российского аналога Fly&Drive были заметными, доказательством чему служит то, что они регулярно публиковались (как перепечатки) в других изданиях.
Однако издательский опыт показал, что в рамках одного издательства неосмысленно производить два конкурирующих продукта. И в начале 2006 года издатель журнала Евгений Ю. Додолев принял решение о санации ежемесячника Fly&Drive, невзирая на качество данного медиапродукта. «Travel+Leisure» был закрыт в 2007 году.
Эксперты комментировали закрытие журнала:

Дело в том, что в Российской Федерации ещё недостаточно развит рынок частных туристических поездок: люди предпочитают ездить в Турцию или в Европу, но с гидом. Поэтому нет необходимости в крупном количестве журналов о туризме.